# Francisco Domagoso
Francisco Domagoso y Moreno (Manila, 24 de octubre de 1974) también conocido por su nombre artístico Isko Moreno, es un político y actor filipino que se desempeñó como el vigésimo segundo alcalde de Manila desde 2019 hasta 2022.
Antes de dirigir la capital de Filipinas, comenzó ganar notoriedad como actor y personalidad televisiva. Ingresó a la política en 1998 y se postuló para Concejal y fue elegido por tres mandatos consecutivos. En 2007, se postuló como vicealcalde de Manila y fue elegido por tres mandatos consecutivos. En 2016, tuvo un mandato limitado como vicealcalde y se postuló sin éxito para senador en las elecciones senatoriales de 2016. Ocupó el puesto 16 entre 50 candidatos. Luego se desempeñó en el gabinete de Duterte como Subsecretario de Bienestar Social durante unos meses en 2018 antes de postularse y ser elegido alcalde de Manila.
El 22 de septiembre de 2021, Moreno anunció su candidatura a la presidencia en las elecciones presidenciales de 2022.